# شانيدار زد
شانيدار زد هي امرأة نياندرتال عاشت قبل حوالي 75 ألف عام في كردستان العراق. تم إعادة تكوين رأسها ووجهها من قبل فريق علمي بريطاني.

## التاريخ
اكتشفت جمجمة شانيدار زد في عام 2018 من قبل علماء آثار من جامعة كامبريدج في كردستان شمال العراق. كان هذا الاكتشاف مفاجأة حقيقية للباحثين، حيث كان الكهف غير متاح للعلماء لأسباب سياسية لمدة تزيد عن 50 عامًا.

## الاكتشاف وإعادة التكوين
بناءً على الجمجمة التي تم اكتشافها، استنتج الباحثون أن شانيدار زد كانت امرأة توفيت عن عمر يناهز 40 عامًا. تم استخراج أكثر من 200 شظية من الجمجمة وتجميعها في مختبر كامبريدج، حيث تم إعادة تكوينها بتقنية ثلاثية الأبعاد.
في النهاية، استخدم الفنانان التوأمان الهولنديان أدري وألفونس كينيس تقنيات التشكيل لإعادة تكوين وجه شانيدار زد. أظهرت النتائج أن "الاختلافات لم تكن واضحة جدًا" مع وجوه البشر، على الرغم من الاختلافات البنيوية التي تميز جماجم إنسان نياندرتال عن جماجم البشر، مثل "حواف الجبين الضخمة وعدم وجود ذقن تقريبًا".

## مدافن نياندرتال
في هذا السياق، أشارت الأنثروبولوجية القديمة إيمّا بوميروي إلى أن الوجه الذي تم إعادة تكوينه بهذه الطريقة يظهر "عدم وضوح الاختلافات" مقارنة بوجوه البشر، رغم الاختلافات البنيوية البارزة بين جماجم إنسان نياندرتال وجماجم البشر، مثل "حواف الجبين الضخمة وعدم وجود ذقن تقريبًا".
من جانبه، أعرب البروفيسور غرايم باركر من معهد "ماكدونالد" للأبحاث الأثرية في جامعة كامبريدج لوكالة الأنباء الفرنسية عن رغبتهم في "تحديد تواريخ المدافن" بهدف المساهمة في الجدل المستمر حول أسباب انقراض إنسان نياندرتال.
إنسان نياندرتال تعايش مع الإنسان الحديث لمدة آلاف السنين، ثم انقرض قبل حوالي 40 ألف سنة.